# Куллар (Гусарский район)
Куллар (азерб. Qullar, лезг. Лукlар), Гуллар — село в Гусарском районе Азербайджана.
Находится в 13 километрах к северу от города Гусар, у границы с Магарамкентским районом Республики Дагестан.

## География
Село расположено в дельте реки Самур, близ Самур-Апшеронского канала.
Куллар расположен на Кусарской равнине.

## Население
По данным «Кавказского календаря» 1912 года в селе Куллар Кубинского уезда Бакинской губернии жило 135 жителей.